# Why Do I Love You?
Why Do I Love You? ist ein Lied, das Jerome Kern (Musik) und Oscar Hammerstein (Text) verfassten und 1927 veröffentlichten.

## Hintergrund
Das Songwriter-Team Kern und Hammerstein schrieb Why Do I Love You? für das Musical Show Boat, das am 27. Dezember 1927 am New Yorker Ziegfeld Theatre Premiere hatte. Der Song wurde auf Wunsch von Norma Terris während der ersten Probeaufführungen des Musicals in Pittsburgh eingefügt. Die zärtliche Ballade Why Do I Love You? ist in A-Dur in der Form ABAB' geschrieben, „zart sowohl in den Worten wie auch in der Musik: unkompliziert in Melodie, Harmonie, Rhythmus und Wortwahl. Kerns Melodie wiederholt solch Fünf-Noten-Phrasen wie Why do I love you?, Why do you love me und How can any two?. Das  Nettoergebnis ist von bezaubernder Einfachheit.“

## Erste Aufnahmen und spätere Coverversionen
Zu den Musikern, die den Song  bereits ab 1925 coverten, gehörten Vincent Lopez (OKeh), Nat Shilkret (Victor), die  Green Brothers Jazz Band (Paramount), Paul Whiteman (Victor), Lou Raderman and His Pelham Heath Inn Orchestra (Harmony, u. a. mit Mannie Klein, Irving Kaufman) in London Jean Wiener und Clement Doucet, Noble Sissle. in Berlin Ben Berlin. Der Song wurde auch von Kenn Sisson and His Orchestra (Gesang Franklyn Baur, Brunswick 3766) und Sam Lanin and His Famous Players (Odeon 165.608) eingespielt.
Der Diskograf Tom Lord listet im Bereich des Jazz insgesamt 123 (Stand 2015) Coverversionen, u. a. von Glenn Miller, Vic Lewis, Eddie Brunner, Sidney Bechet, Les Paul, J. C. Heard, Dizzy Gillespie, Boyd Raeburn, Miles Davis/Kenny Hagood (1948), Charlie Parker, in späteren Jahren auch von Red Norvo; Dodo Marmarosa, Lucky Thompson, Art Farmer, Erroll Garner, Earl Hines, Bob Wilber, Stéphane Grappelli, André Previn, Barbara Carroll, Jessica Williams, Anthony Braxton (8 Standards (Wesleyan) 2001) und Ken Peplowski. Verwendung fand der Song auch in der Filmversion des Musicals von 1936, wo ihn Allan Jones und Irene Dunne sangen. Howard Keel und Kathryn Grayson interpretierten ihn in der Filmfassung von 1951.